# Károlyháza
Károlyháza is een plaats (község) en gemeente in het Hongaarse comitaat Győr-Moson-Sopron. Károlyháza telt 518 inwoners (2001).